# Кузьминская Выставка
Кузьминская Выставка — деревня в Великоустюгском районе Вологодской области.
Входит в состав Парфёновского сельского поселения, с точки зрения административно-территориального деления — в Парфёновский сельсовет.
Расстояние по автодороге до районного центра Великого Устюга — 17,5 км (по прямой — 12 км. на север), до центра муниципального образования Карасово — 6 км.
По переписи 2002 года население — 4 человека.